# 6.º Distrito Congressional da Geórgia
O 6º Distrito Congressional da Geórgia (em inglês:  Georgia's 6th congressional district) é um dos 14 Distritos Congressionais do Estado norte-americano da Geórgia, segundo o censo de 2000 sua população é de 691.975 habitantes.
O distrito é composto de muitos dos subúrbios do norte de Atlanta e inclui porções do leste do Condado de Cobb, no norte do Condado de Fulton, e ao norte do Condado de DeKalb. O distrito inclui as cidades de Roswell, Johns Creek, Alpharetta, Tucker e Dunwoody.
O distrito é um dos mais republicanos da Geórgia. Hoje é representado pelo republicano Tom Price. Os limites do distrito foram redesenhados após o censo de 2010, que deu um assento a mais no Congresso para a Geórgia, devido ao aumento de sua população.